# Psicologia comportamental
Psicologia comportamental é um ramo de atuação dos profissionais da psicologia o qual dá ênfase às interações entre as emoções, pensamentos, comportamento e estados fisiológicos. Caracteriza-se por postular a não-existência da mente, tendo uma concepção monista do ser-humano.
A base teórica deste ramo de atuação do psicólogo é o behaviorismo. Edward L. Thorndike e John Watson foram uns dos precursores dessa teoria. Thorndike afirma que o comportamento de todo animal, inclusive o homem, tende a se repetir, se for recompensado (reforço positivo) ou se for capaz de eliminar um estímulo aversivo (reforço negativo) assim que emitir o comportamento. Por outro lado, o comportamento tenderá a não acontecer, se o organismo for castigado (punição) após sua ocorrência. Pela lei do reforço, o ser associará essas situações com outras semelhantes, generalizando essa aprendizagem para um contexto mais amplo. Watson limitou-se a considerar apenas eventos observáveis e físicos para análise, descartando comportamentos encobertos, dentro do paradigma Estímulo-Resposta (S -> R). Apesar de ser dualista e considerar a existência da mente, atacava a psicologia como a ciência desta, dizendo que não produzia resultados confiáveis. Acreditava que a psicologia só atingiria um patamar de confiabilidade se sua área se limitasse apenas ao estudo do comportamento observável. Suas proposições teóricas hoje servem apenas como história da psicologia.
B. F. Skinner foi o fundador de uma das filosofias que embasam a análise experimental do comportamento, o behaviorismo radical. Skinner dizia que o organismo teria em seu comportamento três tipos deles: P.D.F(padrão fixo de ação); comportamento respondente (100% inatos) e operantes (100% aprendidos). Segundo Skinner, o homem será influenciado por fatores filogenéticos, ontogenéticos e culturais, tendo como parâmetro teórico o Selecionismo de Charles Darwin. A unidade básica para se estudar um comportamento, é a tríplice contigência representada por {\displaystyle Sant-R-Sconsq}". Na teoria de Skinner os fatores culturais atuam como modificadores do comportamento, em uma relação funcional do indivíduo com o ambiente através do comportamento verbal.